# Morti nel 1146
| Questa pagina contiene informazioni ricavate automaticamente dalle voci biografiche con l'ausilio del template Bio e di un bot. L'aggiornamento è periodico e automatico e ricostruisce completamente la pagina. Se manca una persona in questa lista, sei pregato di non aggiungerla, ma accertati piuttosto che la sua voce biografica contenga il template Bio e che i dati anagrafici siano correttamente compilati. Se il template Bio manca, inseriscilo tu stesso o, in alternativa, metti l'avviso {{tmp\|Bio}} che ne segnala la mancanza. Se i dati riportati sono sbagliati, correggi direttamente la voce biografica; le modifiche saranno visibili in questa lista entro pochi giorni. Per chiarimenti vedi il progetto biografie. La lista contiene solo le 19 persone che sono citate nell'enciclopedia e per le quali è stato implementato correttamente il template Bio. Pagina aggiornata al 18 giu 2025. |

- 2 gennaio - Airaldo, vescovo cattolico e monaco cristiano francese
- 20 gennaio - Marica Vladimirovna, principessa russa
- 5 febbraio - Zafadola, nobile
- 21 marzo - Giovanni di Valence, vescovo cattolico e santo francese
- 29 marzo - Michele V di Alessandria, vescovo cristiano orientale egiziano
- 8 aprile - Diepoldo III di Vohburg, nobile tedesco (n. 1075)
- 14 aprile - Gertrude di Sulzbach, nobile tedesca
- 29 maggio - Egilberto di Bamberga, vescovo cattolico tedesco (n. 1065)
- 1º giugno - Ermengarda d'Angiò, nobile francese
- 6 giugno - Falcone, abate italiano
- 19 giugno - Gregorio, vescovo cattolico italiano
- 1º agosto - Vsevolod II di Kiev, principe (n. 1104)
- 27 agosto - Eric III di Danimarca, re danese
- 14 settembre - Zengi, generale turco
- 15 settembre - Alano di Penthièvre, nobile francese
- Alp Arslan ibn Mahmud, nobile turco
- Elena di Rascia, regina (n. 1109)
- Pietro Papareschi, cardinale italiano
- Ragnall Thorgillsson, re